# Skulin
Skulin (ukr. Скулин) – wieś na Ukrainie w rejonie kowelskim obwodu wołyńskiego.
Wieś królewska położona była w połowie XVII wieku w starostwie niegrodowym kowelskim w województwie wołyńskim.